# 学校2021
『学校2021』（朝: 학교2021）は2021年11月17日から2022年1月13日まで、KBS2で放送された大韓民国のテレビドラマである。本作は韓国の学校シリーズの6作目。邦題は『トキメク☆君との未来図』である。

## あらすじ
入試競争ではなく違う道を選択した子供たち、曖昧な境界に置かれた18歳の若者たちの夢と友情、トキメキの成長過程を描いた作品。

## 出演

### 主要人物
コン・ギジュン：キム・ヨハン（WEi）
負傷のため11年間目指してきたテコンドー選手の夢を失ってしまった。テコンドーをやめ、木工サークルの活動など本格的に学校生活を送りながら、新しい日常に適応しようと努力する人物。
チン・ジウォン：チョ・イヒョン
大工という明確な夢を持っている女子高生。
チョン・ヨンジュ：チュ・ヨンウ
噂の多い転校生。
カン・ソヨン：ファン・ボルムビョル
冷静でしっかりとした性格のエリート。

## オリジナルサウンドトラック
| #  | タイトル            | 作詞 | 作曲・編曲 | 歌手                 | 時間 |
| -- | ------------------- | ---- | ---------- | -------------------- | ---- |
| 1. | 「Dream On」        |      |            | ゴウン (PURPLE KISS) | 3:36 |
| 2. | 「Dream On」(Inst.) |      |            |                      | 3:36 |

| #  | タイトル                              | 作詞 | 作曲・編曲 | 歌手             | 時間 |
| -- | ------------------------------------- | ---- | ---------- | ---------------- | ---- |
| 1. | 「My Way」(Prod. ユン·ミンス of VIBE) |      |            | 4MEN、David Yong | 2:58 |
| 2. | 「My Way」(Inst.)                     |      |            |                  | 2:58 |